# فدان
الفدّان هو وحدة مساحة. يستخدم في مصر والسودان. وهو نظام غير-متري. قدّر عبد الله باشا فكري الفدان بثلاثمائة وثلاثة وثلاثين قصبة مربعة وكسورًا من قصبة، وهو ما يعادل 7466 ذراعًا معماريًا مربعًا وكسورًا من الذراع، أو 4200 مترًا مربعًا وكسورًا من المتر.

## وحدات مساوية
الفدان الواحد = 24 قيراط = 60 م {\displaystyle \times } 70 م = 4200 متر مربع (م²)= 0,42 هكتار.

## أجزاء الفدان
1. الفدان ويساوي 4200.83 متر مربع، وينقسم إلى 24 قيراط
2. قيراط ، وينقسم إلى 24 سهم حيث مساحة القيراط 175.02 متر مربع،
3. مساحة السهم 7.29 متر مربع.